# Lecitin Colesterol Acil Transferasa
La Lecitin Colesterol Acil Transferasa (LCAT) es una enzima que cataliza una reacción reversible de trans esterificacion. Transfiere un ácido graso desde la posición 2 de la fosfatidilcolina (lecitina) a una molécula de colesterol libre, formando así un ester de colesterol y lisofosfatidilcolina.

## Síntesis
Esta enzima es sintetizada y secretada principalmente por el hígado, también es sintetizada en el cerebro pero su función cerebral aún no está determinada, ya en la circulación la LCAT se une a su cofactor (apoA-I) el cual está presente en la superficie de las partículas de HDL luego ocurre la catálisis de la reacción de esterificación del colesterol, dicha reacción puede suceder en sentido contrario dependiendo del gradiente de concentración de los sustratos o productos.
La reacción catalizada es la siguiente:

## Deficiencia
La deficiencia de LCAT en humanos está asociada a una fuerte reducción en los niveles de HDL-C y apoA-I.
Existen dos formas genéticas de deficiencia de LCAT, deficiencia completa y deficiencia parcial.
La deficiencia parcial también conocida como enfermedad de ojo de pez, presenta una característica opacificación progresiva de la córnea debido a la acumulación de depósitos de colesterol, también está relacionada con presentar niveles muy bajos de HDL-C e hipertrigliceridemia.
Una deficiencia completa de LCAT está asociada con anemia hemolítica e insuficiencia renal progresiva lo cual termina en falla renal.